# Jacob Jan van der Maaten

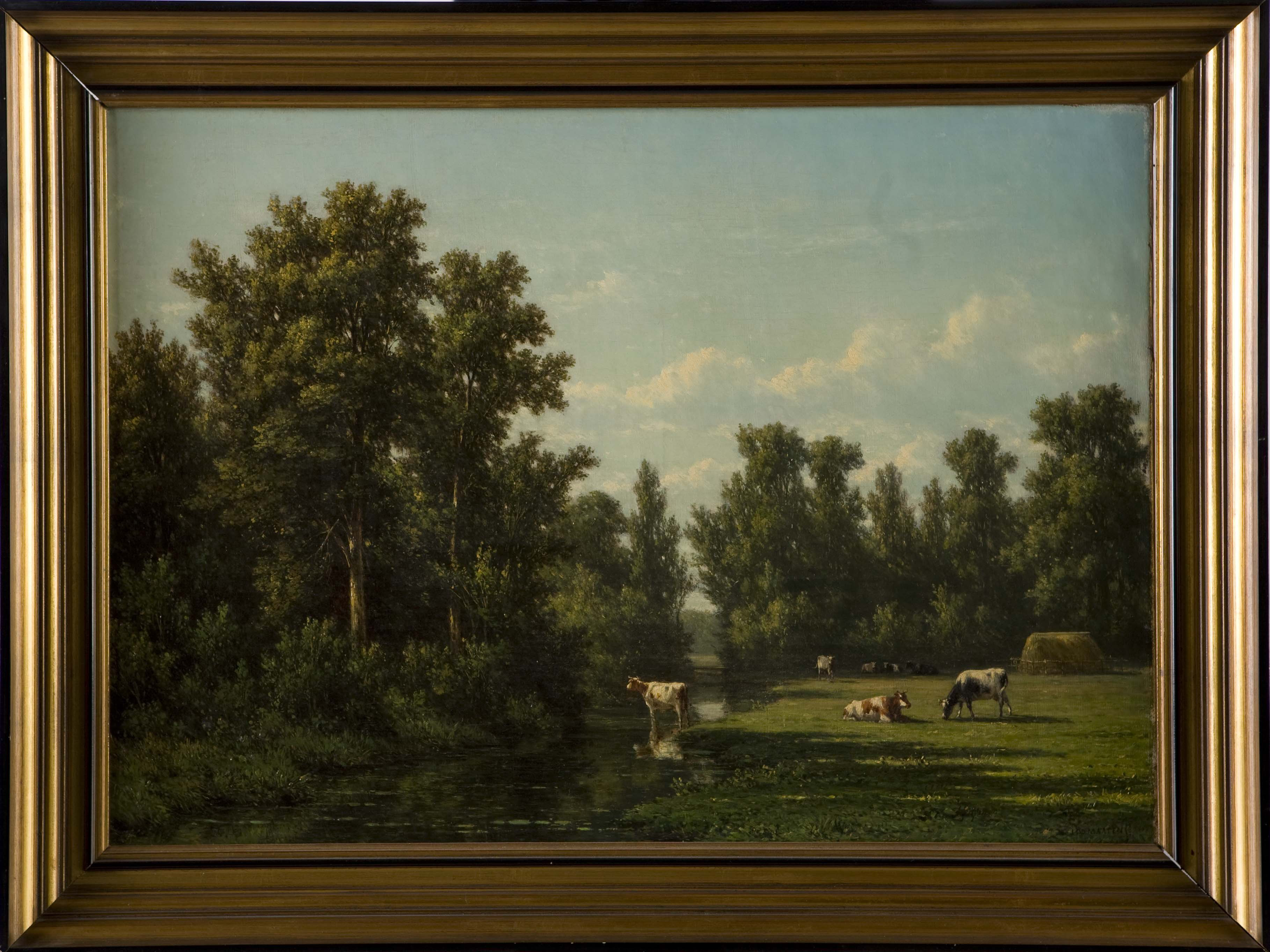
JJ van der Maaten, Museu Elburg

Jacob Jan van der Maaten (Elburg, 4 de janeiro de 1820 — Apeldoorn, 16 de abril de 1879) foi um pintor e gravador holandês. Van der Maaten foi um pupilo de Hendrikus van de Sande Bakhuyzen e estudou na Academia Real de Arte de Haia. Em 1852, ele se tornou um membro da Academia Real das Belas Artes em Amsterdã. Posteriormente, Van der Maaten se tornou professor na chamada Escola do Rei, em Apeldoorn.
Van der Maaten foi um pintor paisagista que capturou paisagens de verão em cores vivas (bastante verde e azul manganês), geralmente com algumas figuras e gado. Ele trabalhou em Haia (1843–1852), Amsterdã (1854–1855), novamente em Haia (1857–1864) e em Apeldoorn (até 1879).
Van der Maaten foi um dos fundadores do Pulchri Studio em Haia, junto com Jan Hendrik Weissenbruch, Jan Weissenbruch, Willem Roelofs, Jan Frederik van Deventer, Willem Antonie van Deventer e FH Michael. 
A obra-prima de Van der Maaten foi “Begrafenis in het koren” (Enterro no milharal), que em 1863 foi o sucesso da exposição em Bruxelas. Mais tarde foi exibido na Exposição Internacional (1867), em Paris. Vincent van Gogh admirou tanto esta pintura que ele tinha uma reprodução dela na parede.  Vincent van Gogh referiu-se em várias cartas ao seu irmão, Theo van Gogh, ⁣ ao trabalho de Van der Maaten.
O Rijksmuseum Amsterdam, Museu Kröller-Müller, em Otterlo, Gemeentemuseum Den Haag, Museu Groninger, Museu Boijmans van Beuningen, em Rotterdam,  Museu CODA Apeldoorn e Museu Elburg têm pinturas de Van der Maaten.